# Viktor Kjäll
Viktor Kjäll (ur. 13 czerwca 1985 w Skerike) – praworęczny szwedzki curler, brązowy medalista olimpijski z Soczi 2014. 
W sezonie 2006/2007 i 2007/2008 grał na pozycji drugiego w drużynie Pei Lindholma. Na arenie międzynarodowej zadebiutował na Mistrzostwach Świata 2007 w Edmonton. Po nieudanych dla Szwedów Mistrzostwach Europy 2007 w Füssen, Peja Lindholm odszedł z drużyny. Sezon 2007/2008 Viktor ukończył na pozycji trzeciego w drużynie Jamesa Dryburgha.
Od sezonu 2008/2009 Viktor gra jako otwierający w nowej drużynie z Karlstads Curlingklubb, w drużynie Niklasa Edina. Z tą drużyną wyjechał na Zimową Uniwersjadę 2009, po fazie grupowej Szwecja zajmowała 1. miejsce. W górnym meczu playoff drużyna pokonała Chiny 8:7 (Wang Fengchun) i w finale zwyciężyła Norwegów (Thomas Løvold) 8:7.
Drużyna Edina wygrała Mistrzostwa Szwecji 2008/2009 i reprezentowała kraj na Mistrzostwach Europy 2009. Round Robin Szwedzi zakończyli na 2. miejscu, w ostatnim meczu fazy grupowej przegrali z Norwegią (Thomas Ulsrud) 3:10. W górnym meczu playoff także spotkali się z Norwegią, którą pokonali 7:3. Skandynawowie zdobyli tytuł mistrzów kontynentu, wygrywając 6:5 nad Szwajcarami (Ralph Stöckli).
Kjäll był otwierającym na Zimowych Igrzyskach Olimpijskich 2010, ostatecznie po przegranym 4:5 małym finale przeciwko Szwajcarii (Markus Eggler) zajął 4. miejsce. Rok później zdobył brązowy medal MŚ pokonując w finale 7:6 Norwegię (Thomas Ulsrud).
W Mistrzostwach Europy 2011 Szwedzi zdobyli srebrne medale, w finale ulegli 6:7 norweskiemu zespołowi Thomasa Ulsruda. Podczas małego finału Mistrzostw Świata 2012 ekipa z Karlstads CK zrewanżowała się Ulsrudowi. Również z tą samą drużyną Szwedzi rywalizowali w finale Mistrzostw Europy 2012, rezultatem 8:5 zdobyli złote medale. 
Szwedzi z bilansem 7 wygranych i 4 przegranych meczów zakwalifikowali się z 2. miejsca do fazy play-off Mistrzostw Świata 2013. W meczu 1-2 rezultatem 6:5 pokonali Szkotów (David Murdoch) i znaleźli się w finale turnieju. Ostatnimi rywalami zespołu z Karlstad byli Kanadyjczycy (Brad Jacobs). Wynikiem 8:6 tytuły mistrzowskie zdobyli zawodnicy ze Szwecji. Gorzej zawodnicy zaprezentowali się w listopadowych Mistrzostwach Europy 2013. Szwedzi zostali sklasyfikowani na 5. miejscu.
Viktor Kjäll reprezentował Szwecję na Zimowych Igrzyskach Olimpijskich 2014. Szwedzi zajęli 3. miejsce, w półfinale ulegli 5:6 Brytyjczykom (David Murdoch). W małym finale po dodatkowym endzie pokonali 6:4 Chińczyków (Liu Rui).
Po zakończeniu sezonu 2013/2014 drużyna dowodzona przez Niklasa Edina rozpadła się. Viktor Kjäll nie podjął dotychczas decyzji o swojej przyszłości.

## Drużyna
|           | Czwarty          | Trzeci           | Drugi            | Otwierający     |
| --------- | ---------------- | ---------------- | ---------------- | --------------- |
| 2008/2014 | Niklas Edin      | Sebastian Kraupp | Fredrik Lindberg | Viktor Kjäll    |
| 2006/2008 | Peja Lindholm    | James Dryburgh   | Viktor Kjäll     | Anders Eriksson |
| ZU 2007   | Sebastian Kraupp | Daniel Tenn      | Fredrik Lindberg | Viktor Kjäll    |

## Życie prywatne
Kjäll studiował socjologię i politologię na Uniwersytecie w Karlstad.